# Plethodon idahoensis
Espèce
Statut de conservation UICN

 LC  : Préoccupation mineure
Plethodon idahoensis est une espèce d'urodèles de la famille des Plethodontidae.

## Répartition
Cette espèce se rencontre jusqu'à 1 524 m d'altitude :
- dans le bassin de la Selway River dans le nord de l'Idaho et dans le bassin de la Bitterroot River dans l'ouest du Montana aux États-Unis ;
- dans le bassin de la rivière Duncan et du fleuve Columbia dans le sud-est de la Colombie-Britannique au Canada.

## Étymologie
Son nom d'espèce, composé de idaho et du suffixe latin -ensis, « qui vit dans, qui habite », lui a été donné en référence au lieu de sa découverte, l'Idaho.

## Publication originale
- Slater & Slipp, 1940 : A new species of Plethodon from northern Idaho. Occasional Papers. Department of Biology, College of Puget Sound, no 8, p. 38-43 (texte intégral).